# بک بونگ کی
بک بونگ کی (کره‌ای: 백봉기؛ زادهٔ ۱۶ دسامبر ۱۹۸۰) بازیگر اهل کره جنوبی است. او به خاطر ایفای نقش در فیلم نوآر روزی روزگاری در دبیرستان و سیتکام بلو تاور شناخته می‌شود.

## فیلم‌شناسی

### مجموعه تلویزیونی
| سال  | عنوان                      | نقش                          |
| ---- | -------------------------- | ---------------------------- |
| ۲۰۰۱ | مدرسه ۴                    | گانگستر                      |
| ۲۰۰۲ | رهبر جوخهٔ من               | گروهبان بک بونگ کی           |
| ۲۰۰۴ | مارکت انسانی               | (مهمان، قسمت ۳۴۲)            |
| ۲۰۰۴ | معجزه                      | افسر پلیس بک                 |
| ۲۰۰۵ | داستان غم‌انگیز عشق         | یونگ چول                     |
| ۲۰۰۵ | لاوهولیک                   |                              |
| ۲۰۰۵ | افسانه سودانگ              | بوم رو (مهمان، قسمت ۲)       |
| ۲۰۰۷ | دراما سیتی – یک غول کوچک   | پارک سونگ جه                 |
| ۲۰۱۰ | پاستا                      | مین سونگ چه                  |
| ۲۰۱۰ | کینه: شورش گومیهو          | با وی                        |
| ۲۰۱۱ | پرنسس من                   | بونگ جه                      |
| ۲۰۱۱ | تپش قلب شیرین              | کیم جون سوب                  |
| ۲۰۱۱ | خانم ریپلی                 | معاون مدیر کیم               |
| ۲۰۱۱ | منم گلم                    |                              |
| ۲۰۱۲ | سندرم                      | (مهمان، قسمت ۱)              |
| ۲۰۱۲ | قلب زرد                    |                              |
| ۲۰۱۲ | Tight Family               | بک بونگ کی                   |
| ۲۰۱۳ | بلو تاور                   | سرباز وظیفه بک بونگ کی       |
| ۲۰۱۳ | دوشیزه کره                 | اوه جی سوک                   |
| ۲۰۱۴ | مثلث                       | پارک یونگ وو (مهمان)         |
| ۲۰۱۴ | امتحان الهی ۴              | لی هوان سونگ (مهمان، قسمت ۶) |
| ۲۰۱۴ | گلدن تاور                  | صاحبخانه                     |
| ۲۰۱۵ | مشکلی نیست                 |                              |
| ۲۰۱۵ | کارآگاهان دبیرستان دخترانه | کیونگ جانگ هیون (مهمان)      |
| ۲۰۱۶ | پسر فردا                   | میونگ سو                     |
| ۲۰۱۷ | نه گمشده                   | سرباز (مهمان)                |

## تئاتر
| سال  | عنوان       | نقش |
| ---- | ----------- | --- |
| ۲۰۰۷ | زمان جادویی |     |